# Birlikköy, Silopi
Birlikköy là một xã thuộc huyện Silopi, tỉnh Şırnak, Thổ Nhĩ Kỳ. Dân số thời điểm năm 2011 là 96 người.